# Хаинов, Геннадий Евгеньевич
Хаинов Геннадий Евгеньевич (31 октября 1959, Краснодар, СССР — 3 сентября 2019, Санкт-Петербург, Россия) — советский и российский конструктор, изобретатель, дизайнер, инженер, предприниматель, чемпион СССР по судомодельному спорту, автор большого числа автомобилей: самодельных, мелкосерийных, спортивных прототипов для бездорожья, разработчик вездеходов.
Наиболее известен как создатель самодельного автомобиля «Лаура», первого советского концепт-кара «Охта», перспективного внедорожника «ЛуАЗ Proto», мелкосерийных автомобилей Astero и Jump!, трофи-прототипов TRX, вездеходов Terranica.

## Биография

### Детство
Геннадий Хаинов родился 31 октября 1959 года в Краснодаре, в семье Лидии Ипатовны и Евгения Дмитриевича Хаиновых. Отец — водитель. Мать — инженер Лидия Ипатовна Барсукова, уроженка Псковской области, приехала в Краснодар по распределению после института, который с отличием окончила в Ленинграде. Вскоре после рождения двоих детей семья распалась, и Лидия Ипатовна, забрав сына и дочь, уехала в Ленинград. В Ленинграде работала инженером Метростроя. Детей воспитывала в строгости. Геннадий Хаинов в детстве любил проводить время у бабушки по линии матери в д. Соловьи Псковской области, вместе с деревенскими мальчишками часто отправлялись на поиски и раскопки в места боёв Великой Отечественной войны. Регулярно находили патроны и другие боеприпасы. Однажды нашли пистолет-пулемёт системы Шпагина (ППШ) в ржавом неисправном состоянии, который юный Геннадий Хаинов смог своими руками привести в рабочее состояние. 
Учился в ленинградской школе №302 и занимался во Дворце пионеров в кружке судомоделизма, куда пришёл и записался самостоятельно. С детства увлекался изучением технической литературы. В рамках занятий судомоделизмом стал сначала бронзовым призёром чемпионата СССР по судомодельному спорту, затем серебряным и в итоге в 1975 году, получил золотую медаль и звание чемпиона СССР по судомодельному спорту в классе радиоуправляемых копийных моделей со своей масштабной моделью базирующегося в Кронштадте пожарно-дезактивационного судна ПДС-282 «Генерал Гамидов». Во время летних производственных практик на заводе Хаинов продемонстрировал высокие навыки работы с металлообрабатывающими станками и получил квалификацию токаря 4-го разряда. Присвоение 5-го разряда оказалось невозможным в связи с отсутствием соответствующего образования, несмотря на соответствующий уровень подготовки.

### Начало карьеры
После окончания 10 класса забрал сданные в приёмную комиссию института документы и пошёл в Техникум морского приборостроения, поскольку туда пошёл один из его друзей, не сдавших экзамены в институт. Практику техникума проходил в Северном проектно-конструкторском бюро при заводе им. Жданова. В ходе практики показывал отличные результаты работы и руководство отдела КБ ждало его на постоянную работу после техникума и прочило карьерный рост в области работы конструктором судостроителем. Впоследствии, когда Геннадий Хаинов устроился на работу в Северное ПКБ после техникума и проработав некоторое время написал заявление о переводе в модельную мастерскую Северного ПКБ, руководство отдела КБ, где он работал предпринимало попытки отговорить от перевода и не преуспев в этом, всё же заверили Геннадия, что в любой момент ждут его обратно в КБ.
Причинами перехода в модельную мастерскую стали более высокая оплата труда и возможность использовать оборудование мастерской в свободное от основной работы время. Геннадий Хаинов уже тогда планировал постройку самодельного автомобиля собственной разработки, а для этого нужны были деньги, инструменты и материалы. Модельная мастерская занималась созданием масштабных моделей кораблей, судов и нефтяных платформ, которые разрабатывало Северное ПКБ. Модели шли как на презентации, так и в качестве подарков руководителям предприятий-смежников и министерств. Геннадий Хаинов привносил рационализаторские идеи в работу мастерской и делился полученным в ходе постройки для союзных соревнований моделей опытом. В частности, ввёл в практику выклейку корпусов моделей по многоразовым матрицам. Ранее мастера изготавливали каждый корпус вручную, что занимало огромное количество времени при постройке тиража моделей. Как минимум две модели кораблей, изготовленные Геннадием Хаиновым во время работы в модельной мастерской Северного ПКБ находились в постоянной экспозиции Петербургского военно-морского музея.
Годы работы Геннадия Хаинова в модельной мастерской Северного ПКБ при судостроительном заводе им. Жданова совпали со временем, когда на этот завод прибыл для реставрации крейсер «Аврора». На глазах Геннадия Хаинова происходила разборка старого крейсера на части и постройка в закрытом доке нового неходового макета крейсера «Аврора», в ходе постройки которого были использованы отдельные элементы оригинального крейсера. В процессе работ Хаинов получил доступ к материалам, оставшимся от оригинального крейсера, включая тиковую палубную доску из которой были изготовлены рукоятки КПП и ручника на «Лаурах».

### Постройка самодельного автомобиля «Лаура»
В сентябре 1981 года, на очередной встрече выпускников, Геннадий Хаинов разговорился со своим бывшим одноклассником Дмитрием Парфёновым на тему планов постройки самодельного автомобиля. В результате этой беседы было принято решение о совместной разработке и создании двух идентичных автомобилей, впоследствии получивших название «Лаура». По задумке Геннадия Хаинова самодельные автомобили его разработки должны были стать выдающимися и передовыми самодельными автомобилями из когда-либо построенных в Советском Союзе. В результате трёх лет активной работы в 1985 году самодельные автомобили были закончены и выехали на улицы Ленинграда. Автомобили «Лаура» отличались высоким уровнем технической реализации, проект получил широкую известность благодаря публикациям в СМИ и участию в телепередаче «Это вы можете», что способствовало его популяризации и привлекло внимание государственных структур..

### Создание лаборатории по решению Горбачева

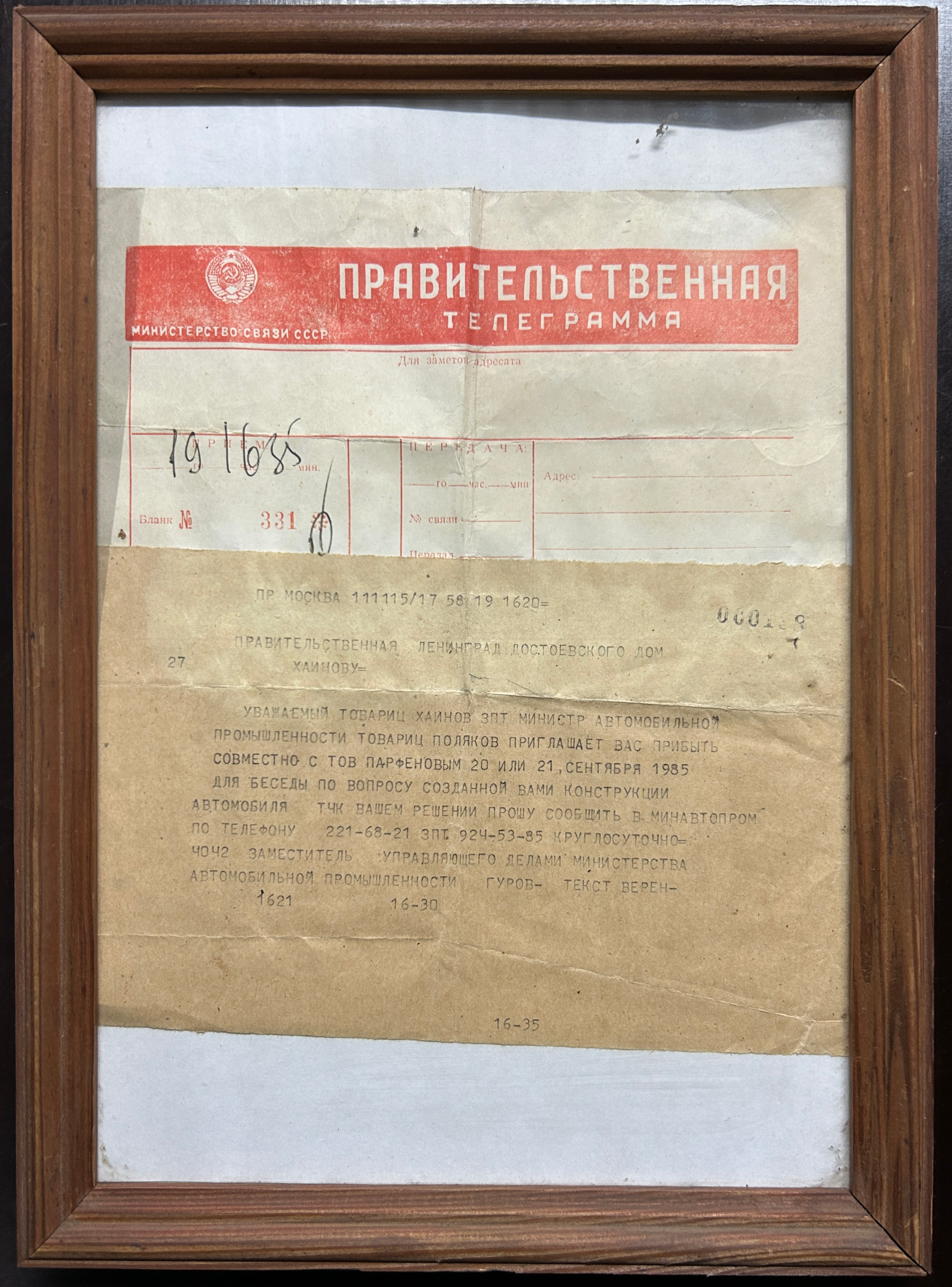
Правительственная телеграмма Хаинову Геннадию Евгеньевичу

После участия автомобилей «Лаура» в популярной телепередаче «Это вы можете», о молодых изобретателях узнал генеральный секретарь ЦК КПСС Михаил Горбачёв. В своём очередном выступлении он привёл  в пример двух ленинградских молодых рабочих, построивших автомобиль сильно отличающийся от серийных. По личному распоряжению Горбачёва министр автомобильной промышленности Виктор Николаевич Поляков пригласил Геннадия Хаинова и Дмитрия Парфёнова в Москву для беседы. На встрече Поляков спросил, чем они могут быть полезны для страны, предложил работу в НАМИ или на ВАЗе. В результате переговоров от Полякова в НАМИ поступила команда, с личной протекцией Горбачёва, создать для Хаинова и Парфёнова в Ленинграде лабораторию и поручить им работу над созданием автомобиля по межотраслевой теме «Автомобиль 2000-го года». В результате появилась Ленинградская лаборатория макетирования перспективных автомобилей (ЛЛМПА) и созданный в ней первый советский концепт-кар «Охта».
После «Охты» в рамках лаборатории под руководством Геннадия Хаинова были созданы перспективные автомобили «ЛуАЗ-Proto», «Лимпопо», макетный проект перспективного микроавтобуса для Рижского завода (РАФ). Также ещё в лаборатории была заложена постройка кабриолета на агрегатах ВАЗ-2108, разработка которого после того, как лаборатория была закрыта по распоряжению НАМИ, была продолжена в рамках кооператива «Transstyle».

### 1990-е и коммерческая деятельность
В 1990 году Ленинградская лаборатория макетирования перспективных автомобилей (ЛЛМПА) была закрыта по решению руководства НАМИ, которая стала составлять им конкуренцию. В результате разгона лаборатории Геннадий Хаинов с частью команды лишается возможности пребывать в помещениях бывшей лаборатории на Тверской, 8, которую продолжает занимать Дмитрий Парфёнов с другими сотрудниками, которые были к нему более лояльны. Геннадий Хаинов вместе с Александром Козловым и Александром Костевичем создают кооператив «Transstyle» и находят помещение на территории 57 экспериментального авторемонтного завода (57-ЭАРЗ) на Уральской, 21. В рамках кооператива они разрабатывают и запускают в производство пластиковые крыши сначала на ГАЗ-69, а затем и на УАЗ. Проект кабриолета «Transstyle Cabrio», в рамках которого предполагался мелкосерийный выпуск автомобиля с оригинальным кузовом, но широко использовавшим агрегаты и фурнитуру автомобиля ВАЗ-2108, закончился выпуском только двух экземпляров автомобиля. В ноябре 1992 кооператив прекратил существование.
Геннадий Хаинов, также базируясь на территории 57-ЭАРЗ, запускает производство прицепов. Идея выпуска прицепов базировалась на использовании в их производстве отходов металлопродукции от производства ангаров. В результате, когда закрылось производство ангаров, исчез источник недорогих материалов для прицепов и их дальнейшее производство стало нерентабельным.
В 1994 году Геннадий Хаинов по заказу Тольяттинской компании ВАЗ Интер Сервис (ВИС) разрабатывает и создаёт оснастку и первый образец автомобиля в рамках проекта изготовления фургона на базе ВАЗ-2104, который стал первой моделью, производимой компанией ВИС.
В том же 1994 году Хаинов приступает к разработке нового проекта — комфортный внедорожник на основе шасси УАЗ и гаммы отечественных двигателей. В 1997 году на Московском международном автосалоне состоялась первая презентация внедорожника, получившего название «Astero». Выпуск «Astero» был налажен на 57-ЭАРЗ. После премьеры «Astero» Геннадий Хаинов, параллельно работам по запуску производства Астеро, приступает к следующему проекту — спортивный внедорожник с трансформируемым кузовом. Так в 1999 году на свет появился «Jump!». Выпуск «Jump!» был также налажен на 57-ЭАРЗ. Параллельно разработке «Jump!», в 1998—1999 году предпринимается попытка запуска производства «Astero» в Агинском-Бурятском автономном округе (ныне часть Забайкальского края), в рамках компании «АГ Автоком». Там же планировалось в будущем выпускать и «Jump!».
С 1999 года в Санкт-Петербурге на 57-ЭАРЗ выпускаются товарные «Астеро» и — с 2000 года — «Джамп». Однако в 2002 году умирает старый директор завода и с приходом нового директора начинается конфликт интересов, в результате которого со стороны 57-ЭАРЗ происходит запрет допуска на территорию завода членов команды Хаинова и последующее закрытие производства автомобилей.

### Трофи-рейды
С 2002 по 2010 год Геннадий Хаинов занимается постройкой техники для трофи-рейдов. Трофи-прототипы, получившие наименование «TRX» — Trophy Raid Хаинова становятся многократными призёрами соревнований. Благодаря технике Хаинова многие спортсмены получают возможность выигрывать соревнования, в том числе уровня чемпионата России и международных соревнований. Всего было разработано и выпущено 7 поколений трофи-прототипов. Общее количество машин, выпущенных по проектам, — около 20, а число построенных копий прототипов конструкции Хаинова — не поддаётся подсчёту.
В результате экономического кризиса 2008 года резко сокращается объём заказов на постройку спортивной техники, и Геннадий Хаинов начинает задумываться о перспективах. В результате в 2010 году начинается разработка и постройка нового проекта — скоростного гусеничного вездехода малого класса. Планировалось создать компактный, лёгкий вездеход, который можно перевозить на прицепе за внедорожником. На то время на рынке малый класс вездеходов был представлен только канадским «Argo» и американским «Мах». Следующей по массе техникой был «Бобр», который был значительно тяжелее и перевозить который можно было только на трале. В 2011 году к проекту присоединяется инвестор и рождается проект по производству вездеходов, получивший название «Terranica». В 2014 году в Китае, в провинции Шандунь было запущено производство первой модели вездехода — «Terranica Dreamtrack». Также в Китае запускается линейка шин сверхнизкого давления для вездеходов под маркой «Pine» — разработанных Геннадием Хаиновым. Позже производство вездеходов было перенесено в Россию в г. Чита. В период с 2014 по 2019 Геннадий Хаинов занимается разработкой новых моделей вездеходов — двух моделей колёсных вездеходов и нового поколения гусеничной машины. Также были разработаны до этапа эскизного проекта и запатентованы ещё ряд моделей и изобретений в области конструирования.

## Наследие и память
В начале 2019 года Геннадий Хаинов чувствует ухудшение самочувствия, и в результате обследования выявляется рецидив онкологии. Ранее, в 1998 году, Геннадий Хаинов уже проходил лечение и успешно преодолел онкологическое заболевание. Проводимое лечение в 2019 году не даёт результатов и к концу лета болезнь стремительно прогрессирует. Геннадий Хаинов скончался 3 сентября 2019 года.
В целях сохранения технического наследия работы по восстановлению оригинальных машин продолжаются в частности, его старшим и средним сыновьями. Ими организуются выставки, публикуются материалы о проектах и ведётся работа по популяризации инженерного вклада Геннадия Хаинова.
О деятельности Геннадия Хаинова снят ряд документальных и любительских фильмов, посвящённых как конкретным разработкам, так и общему вкладу в развитие отечественного технического творчества.